# Парламентські вибори в Польщі 2019
Парламентські вибори в Польщі відбулися у неділю 13 жовтня 2019 року. Було обрано 460 членів Сейму і 100 сенаторів.

## Передумови
Після Парламентських виборів 2015 років партія Право і справедливість (ПіС) змогла сформувати уряд більшості, отримавши 235 місць. Вони мали більше на 138 місць від свого основного конкурента, «Громадянської платформи». Вперше в пост-комуністичну епоху партія отримала абсолютну більшості на парламентських виборах. Беата Шидло була обрана прем'єр-міністром 16 листопада 2015 року. До її кабінету міністрів також увійшли Солідарна Польща та Польща Разом, які йшли спільними списками разом із партією Право і справедливість.
23 грудня 2015 року Сейм прийняв закон, затверджений Конституційним судом, яким було уведено вимогу приймати рішення більшістю в дві третини голосів з обов'язковою участю як мінімум 13, а не 9 з 15 суддів. Стаття 190 (5) Конституції Польщі вимагає тільки більшістю голосів. Також на початку 2016 року урядом було прийнято закон, яким було започатковано процес надання державою повного контролю державного радіо і телебачення. Після цього комітет із захисту демократії, з допомогою партій Новочесна та Громадянської платформи, розпочали демонстрації по всій країні.

## Виборча система
Всі 460 членів Сейму обираються за відкритими партійними списками пропорційного представництва в багатомандатних виборчих округах. Місця розподіляються з використанням методу ДОндта, з 5 % бар'єром для політичних партій та 8 % — для коаліцій. Сенат обирається у ході голосування в одномандатних округах. Кандидати в депутати висуваються виборчими комісіями різних політичних партій і окремих комітетів виборців.
Загалом, Сейм налічує 460 депутатів. Партія повинна мати 231 або більше депутатів в парламенті для створення більшості самостійно або з допомогою коаліційного партнера. Конституція може бути змінена за наявності голосів більшості двох третин, або більше 307 депутатів.

## Дата виборів
День виборів, 13 жовтня, був призначаний президентом Польщі Анджеєм Дудою.
У Конституції Польщі передбачається, що наступні вибори повинні відбутися в неробочий день, неділю або національне свято, в 30-денний термін до закінчення 4-річного періоду, починаючи з початку роботи нинішнього Сейму і Сенату. Вибори можуть бути проведені раніше, за певних умов, наприклад, якщо Сейм був розпущений чи уряд було сформовано згідно з Конституцією Польщі.
Оскільки перше засідання нинішніх Сейму та Сенату відбулося 12 листопада 2015 року, то конституційними для виборів є дати неділі 13 жовтня, 20 жовтня, 27 жовтня, 3 листопада або 10 листопада 2019 року. Іншим можливим, але малоймовірним могли бути дати святкових дніа 1 листопада (День Всіх Святих) та 11 листопада (День Незалежності) 2019 року.

## Списки

### Виборчі комісії, зареєстровані у всіх виборчих округах
| Список | Список | Список | Ідеологія                                       | Позиції щодо Європейського Союзу | Лідер                   | Стоячи попередньо кампанії | Стоячи попередньо кампанії | # кандидатів | # кандидатів |
| Список | Список | Список | Ідеологія                                       | Позиції щодо Європейського Союзу | Лідер                   | Сейм                       | Сенат                      | Сейм         | Сенат        |
| ------ | ------ | --- | ----------------------------------------------- | -------------------------------- | ----------------------- | -------------------------- | -------------------------- | ------------ | ------------ |
|        | 1      | Польська коаліція • Польська селянська партія • Kukiz'15 • Союз європейських демократів • Альянс демократів • Сілезці Разом • Польща Потребує Нас • Один-ПЛ | Християнська демократія, децентралізація        | Пан'європеїзм                    | Владислав Косіняк-Камиш | 38 / 460                   | 1 / 100                    | 919          | 16           |
|        | 2      | Право і справедливість | Націонал-консерватизм , Християнська демократія | Євроскептицизм                   | Ярослав Качинський      | 240 / 460                  | 61 / 100                   | 919          | 99           |
|        | 3      | Ліві • Союз демократичних лівих сил • Весна • Разом | Соціал-демократія, Прогресивізм                 | Пан'європеїзм                    | Владзимеж Чажасти       | 0 / 460                    | 0 / 100                    | 911          | 7            |
|        | 4      | Конфедерація | Польський націоналізм                           | Євроскептицизм                   | Януш Корвін-Мікке       | 5 / 460                    | 0 / 100                    | 881          | 7            |
|        | 5      | Громадянська Коаліція • Громадянська платформа • Новочесна • Зелені • Польська ініціатива • Сілезький автономний рух                                        | Лібералізм, Універсальна партія                 | Ґжеґож Схетина                   |                         | 157 / 460                  | 26 / 100                   | 920          | 73           |

### Виборчі комісії, зареєстровані менш ніж у половині виборчих округів
| Список | Список | Список                         | Ідеологія                                      | Позиції щодо Європейського Союзу | Лідер               | Відносно попередньо кампанії | Відносно попередньо кампанії | Кількість constiuencies | # кандидатів | # кандидатів |
| Список | Список | Список                         | Ідеологія                                      | Позиції щодо Європейського Союзу | Лідер               | Сейм                         | Сенат                        | Кількість constiuencies | Сейм         | Сенат        |
| ------ | ------ | ------------------------------ | ---------------------------------------------- | -------------------------------- | ------------------- | ---------------------------- | ---------------------------- | ----------------------- | ------------ | ------------ |
|        | 6      | Праве крило Республіки         | Соціальний консерватизм, політичний католицизм | М'який Євроскептицизм            | Богуслав Керницький | 1 / 460                      | 0 / 100                      | 1                       | 18           | 1            |
|        | 7      | Акція розчарованих пенсіонерів | Права пенсіонерів, Солідаризм                  | Євроскептицизм                   | Войцех Корновський  | 0 / 460                      | 0 / 100                      | 3                       | 53           | 0            |
|        | 8      | Безпартійні                    | Децентралізація                                | Пан'європеїзм                    | Роберт Рачинський   | 0 / 460                      | 0 / 100                      | 19                      | 405          | 14           |
|        | 9      | Ефективні                      | Класичний лібералізм, Пряма демократія         | Євроскептицизм                   | Пйотр Лірой-Мажец   | 1 / 460                      | 0 / 100                      | 5                       | 75           | 0            |
|        | 10     | Німацька меншина               | Інтереси німецької меншини, Регіоналізм        | Пан'європеїзм                    | Ришард Ґалла        | 1 / 460                      | 0 / 100                      | 1                       | 24           | 2            |

### Виборчі комісії з кандидатами лише до Сенату
| Назва | Назва                                          | Ідеологія                                      | Позиції щодо Європейського Союзу               | Лідер                                          | Кандидатів               | Кандидатів |
| Назва | Назва                                          | Ідеологія                                      | Позиції щодо Європейського Союзу               | Лідер                                          | Сейм                     | Сенат      |
| ----- | ---------------------------------------------- | ---------------------------------------------- | ---------------------------------------------- | ---------------------------------------------- | ------------------------ | ---------- |
|       | Відновити права                                | Про одномандатні округи, популізм              | Євроскептицизм                                 | Януш Саночниць                                 | Ефективний список        | 7          |
|       | Польські Ліві                                  | Соціал-демократія, Третій шлях                 | Пан'європеїзм                                  | Яцек Здроєвський                               |                          | 3          |
|       | Список Мирослав Піотровські в Сенат            | Націонал-католицизм, християнські права        | Євроскептицизм                                 | Мирослав Піотровські                           |                          | 3          |
|       | Самооборона                                    | Аграрний соціалізм, лівий націоналізм          | Євроскептицизм                                 | Леха Куропатвинський                           |                          | 2          |
|       | Єдність нації                                  | Націонал-консерватизм, націонал-католицизм     | Євроскептицизм                                 | Габріель Яновський                             |                          | 2          |
|       | Сілезці Разом                                  | Місництво, Сілезький автономізм                | Пан'європеїзм                                  | Леон Свачина                                   | Польська коаліція списку | 2          |
|       | Список Kukiz'15 в Сенат                        | Про одномандатні округи, прямої демократії     | Пан'європеїзм                                  | Павел Кукіз                                    | Польська коаліція списку | 2          |
|       | Інші виборчі комісії тільки з одним кандидатом | Інші виборчі комісії тільки з одним кандидатом | Інші виборчі комісії тільки з одним кандидатом | Інші виборчі комісії тільки з одним кандидатом | Різні                    | 39         |

## Передвиборчі гасла
| Список | Список                                                       | Гасло польською мовою                            | Неофіційний переклад українською мовою         |
| ------ | ------------------------------------------------------------ | ------------------------------------------------ | ---------------------------------------------- |
|        | Польська Коаліція                                            | Łączymy Polaków                                  | Ми єднаємо Поляків                             |
|        | Право і справедливість                                       | Dobry czas dla Polski                            | Гарний час для Польщі                          |
|        | Ліві                                                         | Łączy nas przyszłość                             | Єднає нас майбутнє                             |
|        | Конфедерація                                                 | Polska dla Ciebie                                | Польща для тебе                                |
|        | Громадянська Коаліція                                        | Jutro może być lepsze; Współpraca, а nie kłótnie | Завтра може бути краще; Співпраця, а не сварки |
|        | Коаліція безпартійних та місцевого самоврядування активістів | Ty też jesteś bezpartyjny!                       | Ти теж безпартійний!                           |
|        | Ефективні                                                    | Odpowiedzialna Польська                          | Відповідальна Польща                           |
|        | Німецька Меншина                                             | Opolskie! Ма znaczenie                           | Ополе! Це важливо                              |

## Результати

### Сейм

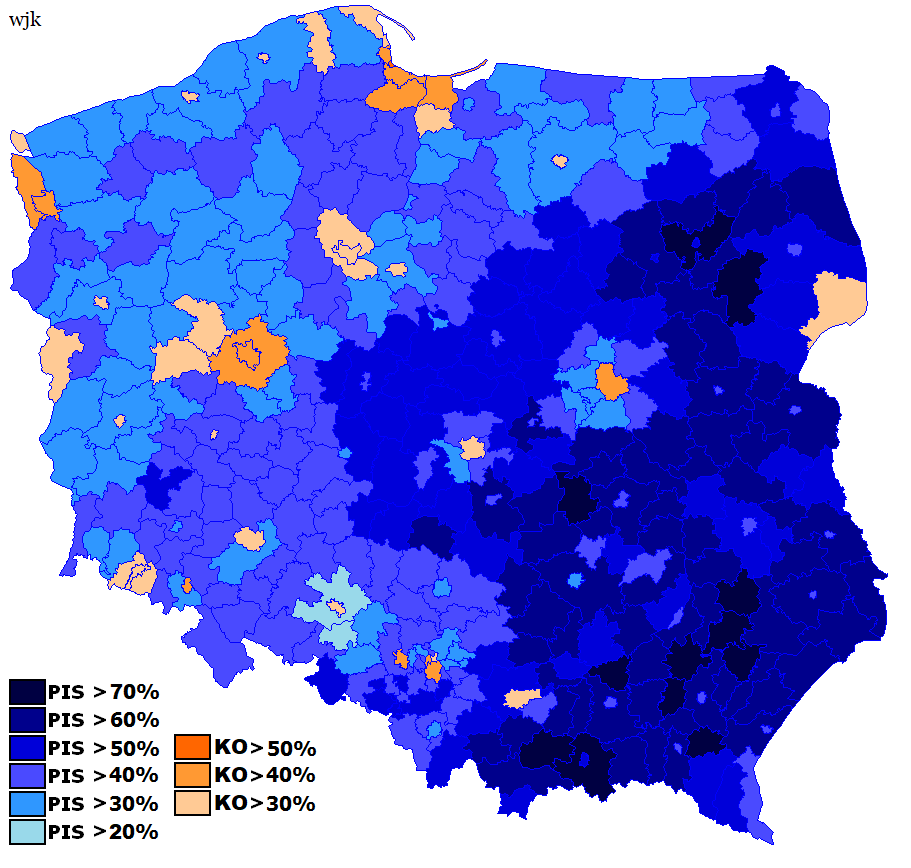
Результати виборів до Сейму

|                                          |                              |            |       |       |     |  |
| Партії                                   | Партії                       | Голоси     | %     | Місця | +/- |  |
|                                          | Право і справедливість (PiS) | 8,051,935  | 43.59 | 235   | -5  |  |
|                                          | Громадянська платформа (PO)  | 5,060,355  | 27.40 | 134   | -32 |  |
|                                          | Ліві (SLD)                   | 2,319,946  | 12.56 | 49    | +49 |  |
|                                          | Польська коаліція (PSL)      | 1,578,523  | 8.55  | 30    | +14 |  |
|                                          | Конфедерація (KWiN)          | 1,256,953  | 6.81  | 11    | +7  |  |
| Регіональні комітети                     |                              |            |       |       |     |  |
|                                          | Коаліція безпартійних        | 144,569    | 0.78  | 0     | ±0  |  |
|                                          | Німецька меншина             | 32,094     | 0.17  | 1     | ±0  |  |
|                                          | Скутечні                     | 18,918     | 0.10  | 0     | -1  |  |
|                                          | Дія за пенсіонерів           | 5,448      | 0.03  | 0     | ±0  |  |
|                                          | Праві за республіку          | 1,765      | 0.01  | 0     | -1  |  |
|                                          |                              |            |       |       |     |  |
| Дійсні голоси                            | Дійсні голоси                | 18 470 710 | 98.89 |       |     |  |
| Дійсні голоси                            | Дійсні голоси                | 207 747    | 1.11  |       |     |  |
| РАЗОМ                                    | РАЗОМ                        | 18 678 457 | 100   | 460   | ±0  |  |
| Утрималися                               | Утрималися                   | 11 575 099 | 38.26 |       |     |  |
| Зареєстровані виборці / Явка             | Зареєстровані виборці / Явка | 30 253 556 | 61.74 |       |     |  |
| (Джерело: National Electoral Commission) |                              |            |       |       |     |  |

| Народне голосування (Сейм) | Народне голосування (Сейм) | Народне голосування (Сейм) | Народне голосування (Сейм) | Народне голосування (Сейм) |
| -------------------------- | -------------------------- | -------------------------- | -------------------------- | -------------------------- |
|                            |                            |                            |                            |                            |
| PiS                        | PiS                        |                            | 43.59%                     | 43.59%                     |
| KO                         | KO                         |                            | 27.40%                     | 27.40%                     |
| SLD                        | SLD                        |                            | 12.56%                     | 12.56%                     |
| PSL                        | PSL                        |                            | 8.55%                      | 8.55%                      |
| KWiN                       | KWiN                       |                            | 6.81%                      | 6.81%                      |
| BS                         | BS                         |                            | 0.78%                      | 0.78%                      |
| Інші                       | Інші                       |                            | 0.31%                      | 0.31%                      |

| Місця у парламенті (Сейм) | Місця у парламенті (Сейм) | Місця у парламенті (Сейм) | Місця у парламенті (Сейм) | Місця у парламенті (Сейм) |
| ------------------------- | ------------------------- | ------------------------- | ------------------------- | ------------------------- |
|                           |                           |                           |                           |                           |
| PiS                       | PiS                       |                           | 51.09%                    | 51.09%                    |
| KO                        | KO                        |                           | 29.13%                    | 29.13%                    |
| SLD                       | SLD                       |                           | 10.65%                    | 10.65%                    |
| PSL                       | PSL                       |                           | 6.52%                     | 6.52%                     |
| KWiN                      | KWiN                      |                           | 2.39%                     | 2.39%                     |
| MN                        | MN                        |                           | 0.22%                     | 0.22%                     |

### За виборчим округом
| Виборчий округ            | Явка  | PiS   | KO    | SLD   | PSL   | KWiN | MN   | Інші | Lead  |
| ------------------------- | ----- | ----- | ----- | ----- | ----- | ---- | ---- | ---- | ----- |
| 1 — Legnica               | 57.80 | 42.40 | 25.02 | 16.43 | 7.17  | 5.85 | -    | 0.00 | 17.38 |
| 2 — Wałbrzych             | 55.83 | 40.54 | 32.09 | 12.35 | 7.25  | 5.42 | -    | 2.34 | 8.45  |
| 3 — Wrocław               | 65.89 | 34.67 | 32.80 | 15.41 | 7.45  | 6.46 | -    | 3.21 | 1.87  |
| 4 — Bydgoszcz             | 59.90 | 36.43 | 31.05 | 15.17 | 9.02  | 7.05 | -    | 1.29 | 5.38  |
| 5 — Toruń                 | 56.37 | 40.38 | 26.42 | 14.83 | 10.88 | 6.33 | -    | 1.16 | 13.96 |
| 6 — Lublin                | 60.88 | 55.39 | 19.30 | 7.81  | 9.10  | 7.07 | -    | 1.32 | 36.09 |
| 7 — Chełm                 | 54.40 | 59.50 | 14.80 | 6.83  | 11.86 | 5.84 | -    | 1.16 | 44.70 |
| 8 — Zielona Góra          | 57.20 | 34.30 | 31.27 | 15.61 | 11.63 | 7.19 | -    | 0.00 | 3.03  |
| 9 — Łódź                  | 68.32 | 32.90 | 35.82 | 20.10 | 4.53  | 6.65 | -    | 0.00 | 2.92  |
| 10 — Piotrków Trybunalski | 61.81 | 56.21 | 15.64 | 10.95 | 10.44 | 6.76 | -    | 0.00 | 40.57 |
| 11 — Sieradz              | 60.92 | 49.81 | 20.48 | 11.98 | 10.29 | 5.88 | -    | 1.56 | 29.33 |
| 12 — Chrzanów             | 62.86 | 53.48 | 23.04 | 8.51  | 7.90  | 7.06 | -    | 0.00 | 30.44 |
| 13 — Kraków               | 68.57 | 39.56 | 30.48 | 13.01 | 7.27  | 7.99 | -    | 1.69 | 9.08  |
| 14 — Nowy Sącz            | 60.28 | 65.80 | 13.83 | 6.07  | 7.35  | 6.95 | -    | 0.00 | 51.97 |
| 15 — Tarnów               | 60.47 | 59.59 | 14.00 | 5.94  | 13.35 | 7.11 | -    | 0.00 | 45.59 |
| 16 — Płock                | 57.68 | 52.45 | 16.85 | 8.76  | 15.17 | 5.24 | -    | 1.53 | 35.60 |
| 17 — Radom                | 60.84 | 57.82 | 17.15 | 7.43  | 10.20 | 5.89 | -    | 1.51 | 40.67 |
| 18 — Siedlce              | 60.98 | 59.76 | 13.94 | 6.45  | 11.94 | 6.49 | -    | 1.42 | 45.82 |
| 19 — Warsaw I             | 79.75 | 27.49 | 42.05 | 18.19 | 4.75  | 7.51 | -    | 0.00 | 14.56 |
| 20 — Warsaw II            | 70.56 | 40.89 | 28.61 | 13.09 | 8.60  | 6.63 | -    | 2.19 | 12.28 |
| 21 — Opole                | 52.91 | 37.64 | 26.71 | 11.74 | 10.31 | 5.70 | 7.90 | 0.00 | 10.93 |
| 22 — Krosno               | 56.37 | 63.36 | 15.94 | 6.04  | 7.85  | 6.81 | -    | 0.00 | 47.42 |
| 23 — Rzeszów              | 60.13 | 62.38 | 14.39 | 6.59  | 7.79  | 8.25 | -    | 0.60 | 47.99 |
| 24 — Białystok            | 56.97 | 52.04 | 21.04 | 9.09  | 9.33  | 6.96 | -    | 1.55 | 31.00 |
| 25 — Gdańsk               | 64.21 | 32.10 | 41.31 | 13.47 | 5.90  | 7.21 | -    | 0.00 | 9.21  |
| 26 — Gdynia               | 62.79 | 36.43 | 35.85 | 12.47 | 7.94  | 7.30 | -    | 0.00 | 0.58  |
| 27 — Bielsko-Biała        | 64.91 | 46.76 | 27.20 | 11.48 | 7.13  | 7.42 | -    | 0.00 | 19.56 |
| 28 — Częstochowa          | 61.22 | 44.28 | 22.63 | 15.59 | 8.68  | 6.07 | -    | 2.75 | 21.65 |
| 29 — Gliwice              | 59.18 | 37.75 | 32.61 | 13.38 | 5.99  | 7.67 | -    | 2.61 | 5.14  |
| 30 — Rybnik               | 60.41 | 48.28 | 27.71 | 9.68  | 5.64  | 7.17 | -    | 1.54 | 20.57 |
| 31 — Katowice             | 64.00 | 39.19 | 37.20 | 11.92 | 4.37  | 7.33 | -    | 0.00 | 1.99  |
| 32 — Sosnowiec            | 62.99 | 37.13 | 29.66 | 21.90 | 4.85  | 6.45 | -    | 0.00 | 7.47  |
| 33 — Kielce               | 57.70 | 55.18 | 16.65 | 9.95  | 9.88  | 5.95 | -    | 2.40 | 38.53 |
| 34 — Elbląg               | 52.71 | 40.86 | 28.43 | 11.64 | 10.89 | 5.66 | -    | 2.52 | 12.43 |
| 35 — Olsztyn              | 54.32 | 38.82 | 26.46 | 13.84 | 13.19 | 6.97 | -    | 0.71 | 12.36 |
| 36 — Kalisz               | 59.67 | 42.48 | 24.72 | 13.43 | 12.80 | 6.57 | -    | 0.00 | 17.76 |
| 37 — Konin                | 59.08 | 47.29 | 20.48 | 15.04 | 9.81  | 6.74 | -    | 0.64 | 26.81 |
| 38 — Piła                 | 59.11 | 35.64 | 30.60 | 13.28 | 13.86 | 6.62 | -    | 0.00 | 5.04  |
| 39 — Poznań               | 73.13 | 25.33 | 45.38 | 16.49 | 6.20  | 6.61 | -    | 0.00 | 20.05 |
| 40 — Koszalin             | 55.46 | 36.83 | 32.31 | 15.44 | 9.43  | 5.98 | -    | 0.00 | 4.52  |
| 41 — Szczecin             | 59.36 | 35.11 | 35.71 | 15.25 | 7.40  | 6.53 | -    | 0.00 | 0.60  |
| Poland                    | 61.74 | 43.59 | 27.40 | 12.56 | 8.55  | 6.81 | 0.17 | 0.92 | 16.19 |

### Сенат

Результати виборів до Сенату за одномандатними округами.
Право і справедливість (PiS)
Громадянська коаліція (KO)
Польська селянська партія (PSL)
Лівиця (SLD)
Незалежні

|                                          |                                 |            |       |       |     |  |
| Партії                                   | Партії                          | Голоси     | %     | Місця | +/- |  |
|                                          | Право і справедливість (PiS)    | 8 110 193  | 44.56 | 48    | –13 |  |
|                                          | Громадянська платформа (PO, KO) | 6 490 306  | 35.66 | 43    | +9  |  |
|                                          | Польська коаліція (PSL)         | 1 041 909  | 5.72  | 3     | +2  |  |
|                                          | Ліві                            | 415 745    | 2.28  | 2     | +2  |  |
|                                          | Безпартійні (BS)                | 331 385    | 1.82  | 0     | ±0  |  |
|                                          | Конфедерація (KWiN)             | 144 124    | 0.79  | 0     | ±0  |  |
|                                          | Незалежні                       | 187 014    | 1.03  | 4     | ±0  |  |
|                                          | Інші                            | 1 511 672  | 8.31  | 0     | ±0  |  |
|                                          |                                 |            |       |       |     |  |
| Дійсні голоси                            | Дійсні голоси                   | 18 201 348 | 97.45 |       |     |  |
| Недійсні та дійсні голоси                | Недійсні та дійсні голоси       | 476 582    | 2.55  |       |     |  |
| РАЗОМ                                    | РАЗОМ                           | 18 677 930 | 100   | 100   | ±0  |  |
| Утрималися                               | Утрималися                      | 11 575 626 | 38.26 |       |     |  |
| Зареєстровані виборці / Явка             | Зареєстровані виборці / Явка    | 30 253 556 | 61.74 |       |     |  |
| (Джерело: National Electoral Commission) |                                 |            |       |       |     |  |

| Народне голосування (Сенат) | Народне голосування (Сенат) | Народне голосування (Сенат) | Народне голосування (Сенат) | Народне голосування (Сенат) |
| --------------------------- | --------------------------- | --------------------------- | --------------------------- | --------------------------- |
|                             |                             |                             |                             |                             |
| PiS                         | PiS                         |                             | 44.56%                      | 44.56%                      |
| KO                          | KO                          |                             | 35.66%                      | 35.66%                      |
| PSL                         | PSL                         |                             | 5.72%                       | 5.72%                       |
| SLD                         | SLD                         |                             | 2.28%                       | 2.28%                       |
| BS                          | BS                          |                             | 1.82%                       | 1.82%                       |
| KWiN                        | KWiN                        |                             | 0.79%                       | 0.79%                       |
| Незалежні                   | Незалежні                   |                             | 1.03%                       | 1.03%                       |
| Інші                        | Інші                        |                             | 8.31%                       | 8.31%                       |

| Місця у парламенті (Сенат) | Місця у парламенті (Сенат) | Місця у парламенті (Сенат) | Місця у парламенті (Сенат) | Місця у парламенті (Сенат) |
| -------------------------- | -------------------------- | -------------------------- | -------------------------- | -------------------------- |
|                            |                            |                            |                            |                            |
| PiS                        | PiS                        |                            | 48.00%                     | 48.00%                     |
| KO                         | KO                         |                            | 43.00%                     | 43.00%                     |
| PSL                        | PSL                        |                            | 3.00%                      | 3.00%                      |
| SLD                        | SLD                        |                            | 2.00%                      | 2.00%                      |
| Незалежні                  | Незалежні                  |                            | 4.00%                      | 4.00%                      |